# تلمبه باقری (داراب)
تلمبه باقری یک منطقهٔ مسکونی در ایران است که در دهستان قلعه بیابان واقع شده‌است. تلمبه باقری ۳۷ نفر جمعیت دارد.